# چیکو (تگزاس)
چیکو، تگزاس(به انگلیسی: Chico, Texas) شهری در ایالت تگزاس از ایالات جنوبی ایالات متحده آمریکا است. در سرشماری سال ۲۰۰۰، جمعیت این شهر ۹۴۷ نفر اعلام شد.